# Aconcagua
Aconcagua är ett berg i Anderna, vars topp når 6 962 meter över havet. Det är det högsta berget i Amerika, det högsta i södra och västra hemisfären och det högsta utanför Asien. Toppen är belägen i Argentina nära gränsen till Chile. 
Vid bergets sluttningar finns fem mindre glaciärer och i närheten hittas flera andra glaciärer som är upp till tio kilometer långa. Lite söder om huvudtoppen ligger en topp på 6 928 meter över havet.

## Namnet
Betydelsen av namnet Aconcagua är inte utredd. Å ena sidan antas att namnet är en omvandling av orden Aconca-Hue från mapudungunspråket med betydelse "kommer från andra sidan". Namnet kan även vara från quechuaspråket efter Ackon Cahuak ("väktare av sten") eller Anco Cahuac ("den vita väktaren"). En annan tolkning ser aymaraspråket som ursprung med ett namn som kan översättas med "snöberg".

## Geologisk historia
Berget som det är nu skapades genom en subduktion av Nazcaplattan under Sydamerikanska kontinentalplattan. Aconcagua var en gång en aktiv stratovulkan (från sen Krita till tidig Paleocen vidare till Miocen), och den bestod då av ett komplex av flera vulkaner.
Någon gång under miocen – ungefär 8–10 miljoner år sedan – minskade vinkeln på subduktionen. Detta hejdade avsmältningen av Nazcaplattan, och en mer horisontell påverkan mellan oceanplattan (Nazcaplattan) och kontinentalplattan (Sydamerikanska kontinentalplattan) blev följden. Detta orsakade de förkastningar som mer eller mindre bröt loss Aconcagua från sina 'vulkaniska rötter' och till slut lyfte Aconcagua till sin nuvarande höjd.

## Mytologisk betydelse
Under Inkariket var Aconcagua ett heligt berg. Liksom på andra berg (till exempel Ampato) upprättades kultiska platser och offerplatser, även för människooffer. 1985 upptäcktes en av dessa anläggningar 5 167 meter över havet. Den tillhör världens högst belägna offerplatser och var svårtillgänglig under Inkariket. Här hittades mellan stenmurar kvarlevorna av ett barn som var bäddat på ett lager av tyg, fjädrar och gräs. Kläderna tydde på att barnet tillhörde ett högre socialt skikt. Andra offergåvor var bland annat små skulpturer och blad av kokabusken.

## Klättring
Den argentinska frihetskämpen José de San Martín var med sina trupper 1817 den första personen (förutom ursprungsbefolkningen) som besökte bergets område. De vandrade över bergspass i Aconcaguas närhet från Argentina till Chile. Robert FitzRoy utförde 1834 vid havet en inmätning av berget och beräknade höjden till 23 200 fot (cirka 7 070 meter). Därmed var det uppenbart att Aconcagua är högre än Chimborazo, vilket tidigare klassificerats som Sydamerikas högsta berg.
Den första dokumenterade expeditionen till berget gjordes 1882/83 av den tyska geologen Paul Güssfeldt. Han fastställde att berget inte är en vulkan och att den beräknade höjden passar någorlunda bra. Hans expedition startade sina bestigningar från norra sidan men fick avbryta flera gånger på grund av dåligt väder. De nådde i alla fall 6 560 meter över havet. För den andra expeditionen på berget var Tysklands gymnastikförening ansvarig men de hade likaså otur. Den tredje expeditionen styrdes sedan 1896 av britten Edward FitzGerald från bergets södra sida. Ett team under den schweiziska bergsguiden Matthias Zurbriggen var den 14 januari 1897 de första på Aconcaguas topp. Den första argentinaren på berget var den 8 mars 1934 soldaten Nicolás Plantamura. Som första kvinna nådde Adriana Banca från Frankrike toppen (7 mars 1940). 1946 skapades en rad enkla stugor upp till 6 400 meter över havet men de är idag så gott som oanvändbara.
Bestigning sker lättast från norra sidan, där avancerad klättring inte behövs. Den vanligaste leden utgår från byn Puente del Inca på 2800 m höjd vid riksväg 7. Där (vid 32°49′18″S 69°56′05″V / 32.82167°S 69.93472°V) kan man också se berget från bilväg och i Street View. Det är stor risk för höjdsjuka och förfrysning.